# Fédération Internationale des Sociétés Magiques
FISM står för Fédération Internationale des Sociétés Magiques och är en trollerikongress som arrangeras vart tredje år.
2 500 högst verkliga kollegor till Harry Potter samlades i Stockholm mellan den 31 juli och 5 augusti 2006. Då var Sverige för första gången någonsin värd för världsmästerskapet i trolleri.
Under den magiska veckan kom 165 trollkarlar att tävla om VM-titeln i två klasser, scentrolleri och close-up. Det senare brukar också kallas bordstrolleri.
Vinnaren av Grand Prix i bordstrolleri (Close-Up) blev Rick Merrill, USA. Vinnaren av Grand Prix i scentrolleri (Stage) blev Pilou, Frankrike
Sverige har haft flera fina placeringar under tidigare VM. Senast blev Lennart Green världsmästare 1991 i Lausanne. Dessförinnan tog Topper Martyn hem VM 1970 och Johnny Lonn tog en medalj 1967. Den senare tog för övrigt i våras hem priset Comedy Award, som därmed för första gången hamnade utanför Harry Potters hemland England. [källa behövs]
Äldre svenska världsmästare i trolleri är El Wido 1955, Carlo Tornedo 1950 och 1951 och SMC-medlemmen Fred Kaps tog hem Grand Prix-titlarna både 1950, 1955 och 1961.